# 聖巴勃羅 (新墨西哥州)
聖巴勃羅（英語：San Pablo）是位於美國新墨西哥州唐娜安娜縣的普查規定居民點。

## 人口
根據2020年美國人口普查的數據，聖巴勃羅的面積為3.15平方千米，皆為陸地。當地共有人口858人，而人口密度為每平方千米272.38人。